# Soyuz TM-13
Soyuz TM-13 foi a 13ª expedição à estação Mir. Sua tripulação incluía dois cosmonautas pesquisadores, um austríaco, e o primeiro soviético nascido no Casaquistão.

## Tripulação
Lançados
| Posição                | Cosmonauta         | Duração          | Lançou na   |
| ---------------------- | ------------------ | ---------------- | ----------- |
| Comandante             | / Aleksandr Volkov | 175d 02h 51m 24s | Soyuz TM-13 |
| Engenheiro de voo      | / Toktar Aubakirov | 7d 22h 12m 40s   | Soyuz TM-12 |
| Cosmonauta-pesquisador | Franz Viehböck     | 7d 22h 12m 40s   | Soyuz TM-12 |

Aterrissaram
| Posição                | Cosmonauta           | Duração          | Lançou na   |
| ---------------------- | -------------------- | ---------------- | ----------- |
| Comandante             | / Aleksandr Volkov   | 175d 02h 51m 24s | Soyuz TM-13 |
| Engenheiro de voo      | / Sergei Krikalev    | 311d 20h 00m 34s | Soyuz TM-12 |
| Cosmonauta-pesquisador | Klaus-Dietrich Flade | 7d 21h 56m 32s   | Soyuz TM-14 |

## Parâmetros da Missão
- Massa: 7 150 kg
- Perigeu: 195 km
- Apogeu: 232 km
- Inclinação: 51.7°
- Período: 92.4 minutos

## Pontos altos da missão
A Soyuz-TM 13 transportou o cosmonauta-pesquisador austríaco Franz Viehboeck e o cosmonauta-pesquisador casaque Toktar Aubakirov. O voo não seguia os padrões por não carregar nenhum engenheiro de voo. O cosmonauta veterano russo Alexander Volkov comandou a missão. Os austríacos pagaram $7 milhões para enviar Viehboeck à Mir, e o cosmonauta nascido no Casaquistão voou em parte numa tentativa dos russos de encorajar o Cazaquistão a continuar a permitir os lançamentos soviéticos do Cosmódromo de Baikonur, num momento em que a União Soviética começava se desintegrar e se transformar numa comunidade independente, o que ocorreria no ano seguinte.
Os cosmonauta-pesquisadores fotografaram seus respectivos países do espaço e conduziram a série usual de experimentos médicos e de processamento de materiais. Artsebarski trocou de lugar com Volkov e voltou à Terra na Soyuz TM-12. A nave passou 175 dias acoplada à Mir. Krikalev foi lançado da República Socialista Soviética do Cazaquistão em 1991, e aterrissou, em 1992, no Estado independente do Cazaquistão, recebendo a alcunha de 'o último cidadão da União Soviética'.